# 皇籍
皇籍（こうせき）とは、皇族の一員たる籍・資格をいう。対義語は臣民籍あるいは臣籍（しんせき）で、臣民（国民）としての籍の意。皇籍・臣籍とも、主に大日本帝国憲法下において用いられた語である。
皇籍を持つ者が、臣籍にある者との結婚などにより皇籍を離れることを臣籍降下または臣籍降嫁（しんせきこうか）といった。1947年（昭和22年）5月3日の日本国憲法の施行、および同憲法に基づく皇室典範の施行後は、皇族の身分を離れることを皇籍離脱（こうせきりだつ）という。